# Bruggmannia pisonioides
Bruggmannia pisonioides är en tvåvingeart som beskrevs av Gagne 1994. Bruggmannia pisonioides ingår i släktet Bruggmannia och familjen gallmyggor. Inga underarter finns listade i Catalogue of Life.